# Куріпчині
Куріпчині (Perdicinae) — підродина куроподібних птахів родини фазанових (Phasianidae). Характеризуються неопереною цівкою і ніздрями. Живуть у країнах Старого Світу, за винятком Крайньої Півночі, ведуть переважно наземний спосіб життя, харчуються рослинною їжею.

## Роди
- Alectoris — кеклик
- Ammoperdix — пустельна куріпка
- Anurophasis — новогвінейська перепілка
- Arborophila — чагарникова куріпка
- Bambusicola — бамбукова куріпка
- Caloperdix — куропатиця
- Coturnix — перепілка
- Dendroperdix
- Francolinus — турач
- Galloperdix — куріпка-шпороніг
- Haematortyx — червоноголова куріпка
- Lerwa — сніжна куріпка
- Margaroperdix — мадагаскарська куріпка
- Melanoperdix — чорна куріпка
- Ophrysia — гімалайська перепілка
- Peliperdix
- Perdicula — чагарникова перепілка
- Perdix — Куріпка
- Pternistis
- Ptilopachus — скельна куріпка
- Rhizothera — довгодзьоба куріпка
- Rollulus — червоночуба куріпка
- Scleroptila
- Tetraogallus — улар
- Tetraophasis — кундик
- Xenoperdix — африканська куріпка